# Claudine Komgang
Claudine Komgang Fotsing (* 21. April 1974) ist eine ehemalige kamerunische Sprinterin, die sich auf den 400-Meter-Lauf spezialisiert hat und in dieser Disziplin 2000 Afrikameisterin wurde.

## Sportliche Laufbahn
Erste internationale Erfahrungen sammelte Claudine Komgang vermutlich im Jahr 1996, als sie bei den Afrikameisterschaften in Yaoundé in 3:40,5 min gemeinsam mit Myriam Léonie Mani, Mireille Nguimgo und Madeleine Ndongo Mbazoa die Silbermedaille mit der kamerunischen 4-mal-400-Meter-Staffel hinter dem Team aus Nigeria gewann. Im Jahr darauf belegte sie bei den Spielen der Frankophonie in Antananarivo in 54,20 s den siebten Platz über 400 Meter und gewann in der 4-mal-400-Meter-Staffel in 3:34,40 min die Goldmedaille. 1998 darauf nahm sie an den Commonwealth Games in Kuala Lumpur teil und schied dort mit 52,92 s im Halbfinale aus und belegte mit der 4-mal-100-Meter-Staffel in 45,26 s den sechsten Platz und gelangte mit der 4-mal-400-Meter-Staffel mit 3:35,50 min auf Rang fünf.  Zudem gewann sie bei den Afrikameisterschaften in Dakar in 3:33,85 min gemeinsam mit Myriam Léonie Mani, Sylvie Mballa Éloundou und Mireille Nguimgo die Bronzemedaille hinter den Teams aus Nigeria und dem Senegal. 1999 schied sie bei den Weltmeisterschaften in Sevilla mit 51,73 s ebenfalls im Halbfinale aus und verpasste mit der 4-mal-400-Meter-Staffel mit 3:33,51 min den Finaleinzug. Anschließend belegte sie bei den Afrikaspielen in Johannesburg in 51,21 s den vierten Platz über 400 Meter und in der 4-mal-400-Meter-Staffel gewann sie in 3:33,28 min gemeinsam mit Myriam Léonie Mani, Stéphanie Nicole Zanga und Mireille Nguimgo die Bronzemedaille hinter den Teams aus Nigeria und dem Senegal. Im Jahr darauf siegte sie in 51,35 s über 400 Meter bei den Afrikameisterschaften in Algier und siegte in 3:32,89 min gemeinsam mit Mireille Nguimgo, Hortense Béwouda und Myriam Léonie Mani auch in der 4-mal-400-Meter-Staffel. Zudem sicherte sie sich in der 4-mal-100-Meter-Staffel in 46,97 s gemeinsam mit Françoise Mbango Etone, Hortense Béwouda und Mireille Nguimgo die Bronzemedaille in der 4-mal-100-Meter-Staffel hinter den Teams aus Ghana und dem Senegal. Daraufhin nahm sie an den Olympischen Sommerspielen in Sydney teil und schied dort mit 51,57 s im Viertelfinale über 400 Meter aus. Im März 2003 bestritt sie im kanadischen Edmonton ihren letzten offiziellen Wettkampf und beendete daraufhin ihre aktive sportliche Karriere im Alter von 28 Jahren.

## Persönliche Bestzeiten
- 400 Meter: 50,73 s, 2. Juli 2000 in Mexiko-Stadt
  - 400 Meter (Halle): 56,67 s, 9. März 2003 in Edmonton